# Wally Badarou
Waliou Jacques Daniel Isheola "Wally" Badarou (Parijs, 22 maart 1955) is een Franse muzikant van Beninese afkomst. Hij is vooral bekend vanwege zijn nauwe samenwerking met Level 42 en zijn betrokkenheid bij enkele andere new wave groepen. Hij was een tijdlang toetsenist in het orkest van Will Tura.

## Discografie

### Solo
- 1979: Back to Scales Tonight
- 1984: Echoes
- 1985: Chief Inspector (EP)
- 1989: Words of a Mountain
- 1997: So Why
- 2001: Colors of Silence : Musical poetry for Yoga
- 2009: The Unnamed Trilogy

### Filmmuziek
- 1981: Dickie Jobson: Countryman
- 1982: Nathalie Delon & Yves Deschamps: They Called It an Accident
- 1985: Héctor Babenco: Kiss of the SpiderWoman (additional music)
- 1991: Lol Creme: The Lunatic
- 1997: Idrissa Ouédraogo: Kini & Adams
- 1997: Don Letts & Rick Elgood: DanceHall Queen
- 1999: Chris Browne: Third World Cop
- 2000: John Berry: Boesman & Lena

### Producer (en co-producer)
- 1979: Janic Prévost – J'veux d'la Tendresse
- 1981: Alain Chamfort – Amour Année Zéro
- 1983: Marianne Faithfull – A Child's Adventure (& co-writer)
- 1985: Level 42 – World Machine (& co-writer)
- 1986: Alain Chamfort – Tendres Fièvres (& co-writer)
- 1986: Fela Kuti – Teacher Don't Teach Me Nonsense
- 1987: Level 42 – Running in the Family (& co-schrijver)
- 1988: Level 42 – Staring at the Sun (& co-schrijver)
- 1990: Level 42 – Guaranteed (& co-schrijver)
- 1993: Level 42 – Forever Now (& co-schrijver)
- 1995: Salif Keita – Folon
- 1996: Carlinhos Brown – AlfaGamaBetizado
- 1998: Yannick Noah & Zam Zam – Zam Zam
- 1998: Wasis Diop – Toxu
- 2000: Trilok Gurtu -The Beat of Love (& co-writer)
- 2001: i Muvrini – Umani

### Sessiemuzikant
- 1979: M – "Pop Muzik"
- 1979: Myriam Makeba – Comme une symphonie d'amour
- 1980: Bernie Lyon – Bernie Lyon
- 1980: Grace Jones – Warm Leatherette
- 1980: Grace Jones – Nightclubbing
- 1980: M – The Official Secrets Act
- 1980: Lizzy Mercier Descloux – Mambo Nassau
- 1980: Level 42 – The Early Tapes (& co-schrijver)
- 1981: Level 42 – Level 42 (& co-schrijver)
- 1981: Bernie Lyon – I'm Living in the Sunshine
- 1981: Gibson Brothers – Quartier Latin
- 1981: Barry Reynolds – I Scare Myself
- 1981: Jimmy Cliff – Give the People What They Want
- 1981: Will Tura – Tura 81
- 1982: Charlélie Couture – Pochette Surprise
- 1982: Joe Cocker – Sheffield Steel
- 1982: Black Uhuru – Chill Out
- 1982: Gregory Isaacs – Night Nurse
- 1982: Grace Jones – Living My Life
- 1982: Gwen Guthrie – Gwen Guthrie
- 1982: Robin Scott & Shikisha – Jive Shikisha !
- 1982: Level 42 – The Pursuit of Accidents (& co-schrijver)
- 1983: Level 42 – Standing in the Light (& co-schrijver)
- 1983: Talking Heads – Speaking in Tongues
- 1983: Tom-Tom Club – Close to the Bone
- 1984: Level 42 – True Colours (& co-schrijver)
- 1984: Foreigner – Agent Provocateur
- 1985: Mick Jagger – She's the Boss
- 1985: Power Station – Some Like It Hot
- 1985: Gwen Guthrie – Just For You
- 1985: Level 42 – World Machine
- 1985: Sly & Robbie – Language Barrier
- 1985: Robert Palmer – Riptide
- 1988: Manu Dibango – Electric Africa
- 1988: Melissa Etheridge – Melissa Etheridge
- 1988: Talking Heads – Naked
- 1988: Julio Iglesias – Libra
- 1994: Power Station – Living in Fear
- 2008: Grace Jones – Hurricane
- 2009: Phil Gould – Watertight